# Корифены
Корифены (лат. Coryphaena) — род лучепёрых рыб из монотипического семейства корифеновых (Coryphaenidae). Рыбы живут в Средиземном море, в Атлантике, Тихом и Индийском океанах.

## Описание
Длина тела корифен от 1,0 до 1,5 м. Тело вытянутое, сжатое по бокам, покрыто мелкой округлой формы чешуёй серебристо-золотого цвета. Максимальная длина большой корифены (Coryphaena hippurus) 2,10 м,  максимальный вес 40 кг. Череп тупой и округлённый.
Длинный спинной плавник начинается на голове и простирается по всей длине тела. В нём от 48 до 65 мягких лучей. При быстром плавании брюшные плавники могут убираться в ямки по бокам. Хвостовой плавник в виде серпа.

## Образ жизни
Корифены — это хищные рыбы, которые питаются рыбами и другими пелагическими животными и относятся к самым быстроплавающим рыбам.

## Систематика
Корифены — единственный род семейства корифеновых. Близкородственными семействами являются прилипаловые и кобиевые.

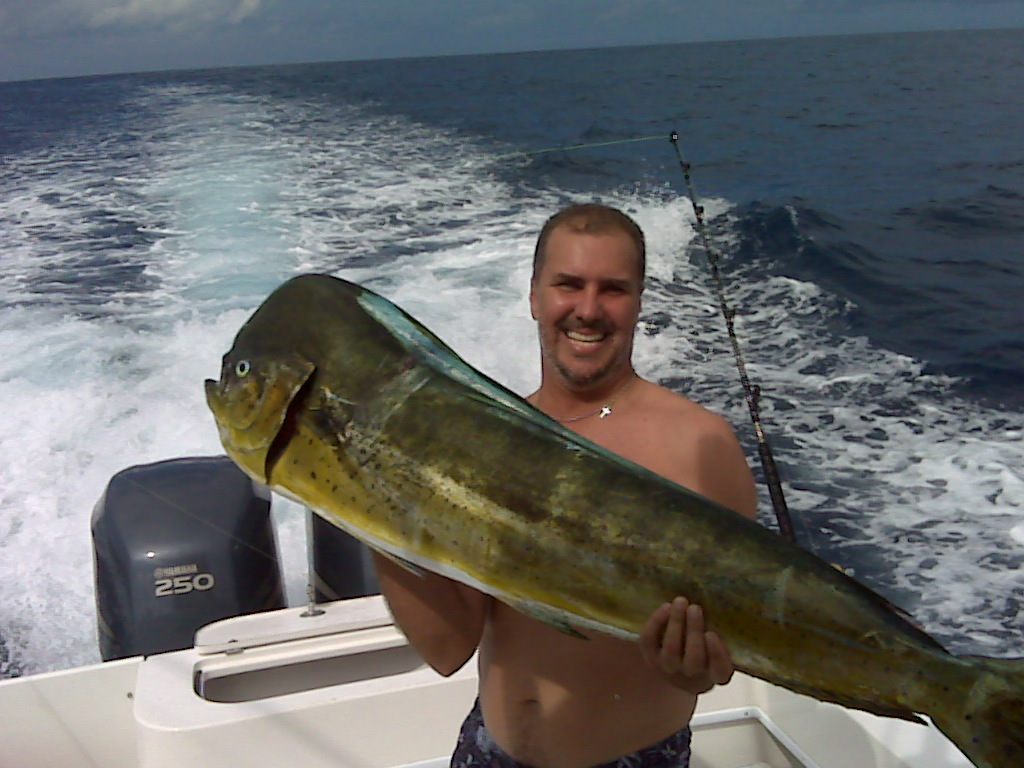

В роде только два вида:
- Coryphaena equiselis Linnaeus, 1758 — малая корифена, или малый дорадо
- Coryphaena hippurus Linnaeus, 1758 — большая корифена, или золотая макрель